# Liste des partis politiques au Chili
Le multipartisme est la caractéristique du régime politique chilien. Cependant, la constitution de 1980 approuvée sous le régime de Augusto Pinochet a mis en place un système électoral qui marginalise les petits partis. Ces dispositions expliquent la tendance aux regroupements et coalitions de partis pour pouvoir prétendre aux succès électoraux.

## Partis actuels
Les partis politiques chiliens sont :
- RD, Révolution démocratique, parti des anciens étudiants frondeurs de 2011 (durant les manifestations estudiantines Chiliennes). Il est fondé le 7 janvier 2012. Le député Giorgio Jackson (Santiago Centre) en est issu.
- Concertation des partis pour la démocratie (Concertación de partidos por la democracia), coalition datant de 1988 et comprenant :
  - PPD, Parti pour la démocratie (Chili) (Partido por la democracia), fondé en 1987 par des socialistes modérés
  - PSC, Parti socialiste du Chili (Partido socialista de Chile), fondé en 1933 par regroupement de différents partis de gauche
  - PDC, Parti démocrate-chrétien (Partido Demócrata Cristiano), fondé en 1957 par fusion de la Phalange nationale avec l'aile sociale du Parti conservateur
  - PRSD, Parti radical social-démocrate du Chili (Partido radical-social-demócrata), fondé en 1994 par fusion du Parti radical et du Parti social-démocrate
- L’UPC, Alliance pour le Chili (Alianza por Chile), coalition datant de 1989 et comprenant :	
  - UDI, Union démocratique indépendante (Unión democrática independiente), fondé en 1987, issu du Mouvement grémialista (1967), puis de la Nouvelle Démocratie (1983)
  - RN, Rénovation nationale (Renovación nacional), fondé en 1987 par divers partis et mouvements de droite
- Autres partis regroupés dans Juntos Podemos Más :
  - PC, Parti communiste (Partido comunista), fondé en 1922, issu du Parti socialiste ouvrier de 1912
  - Parti écologiste
  - Parti humaniste (Partido humanista), fondé en 1984

## Anciens partis
- Parti libéral (1849-1966)
- Parti conservateur (1851-1949 ; renaît sous le nom de Parti conservateur unifié 1953-1966)
- Parti radical (1863-1994)
- Parti libéral-démocrate (1875-1933 ; rejoint le Parti libéral en 1933)
- Parti national (1966-1973 et 1983-1994)
- Parti radical-démocrate (1969-1973 et 1983-1990)
- Mouvement de l'union nationale (1983-1987)